# Station Erstein
Station Erstein is een spoorwegstation in de Franse gemeente Erstein.